# ژوزف پاپازیان
ژوزف «هوُسپ» پاپازیان (ارمنی: ժոզէֆ Փափազյան) اولین عکاس ارمنی‌تبار اهل ایران است.

## زندگی‌نامه
وی از عکاسان بنام عهد ناصرالدین شاه بود که در شهر تفلیس فن عکاسی را فرا گرفته بود، ابتدا در تبریز، کارگاه عکاسی خود را بنا نهاد. وی در سال ۱۸۸۲م عکاسخانه‌ای در تهران دایر کرد. پاپازیان مهر ساده‌ای با نقش شیر و خورشید و نام خود و تاریخ تأسیس عکاسخانه با عبارت (دارنده مدال‌های طلا از شاه ایران) به زبان انگلیسی برای خود ساخته بود.
او برای نشان دادن شایستگی و مهارت خود در عکاسی نقش این مدال را در میان آرم زیبایی که برای عکاسخانه تهیه کرده بود گنجانده مهری به چهار زبان فارسی فرانسه روسی و ارمنی تهیه و از آن به جای مهر پیشین استفاده کرد.
از کارهای عکاسی او یکی تصویر یک بنای صفوی به نام گلدسته است که اهل قلم در آن می‌نشستند. این بنا گویا در اصفهان بود و اکنون ویران شده‌است. این تصویر در آلبوم خانه انگلستان موجود است دیگری عکس کوچکی است از میرزامحمد اقبال‌الملک (فرزند میرزا باباحکیم باشی) که در آلبوم شخصی اوست این عکس اقبال الملک را در سال‌های پیری و بعد از مأموریت لندن با کلاه پوست بخارا و جبه شال ترمه شمسه و شرابه دار با نشان تمثال همایونی نشان می‌دهد مه بر یک صندلی راحتی نشسته‌است و عصایی به دست دارد سومین تصویر عکس کوچکی است از سیدیی معمم که چهار تن کلاهی در دو سو و پشت سر او ایستاده‌اند زیر این عکس نام پاپازیان و تهران با حروف لاتین نوشته شده است چهارمین تصویر چهره میرزا فتحعلی‌خان شیرازی را در سال‌های میانی زندگی اش نشان می‌دهد.